# Stelis louisae
Stelis louisae là một loài Hymenoptera trong họ Megachilidae. Loài này được Cockerell mô tả khoa học năm 1911.

## Hình ảnh

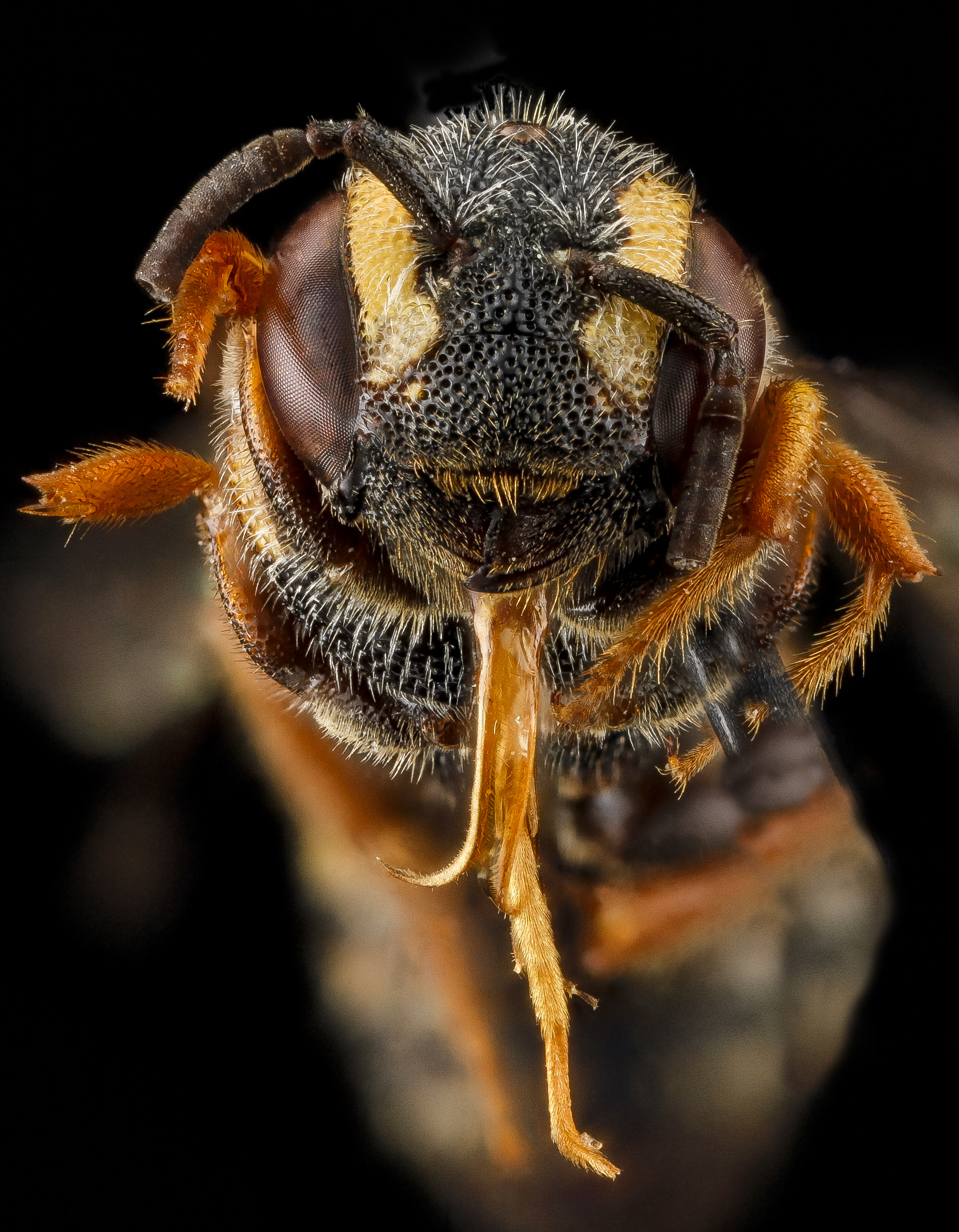
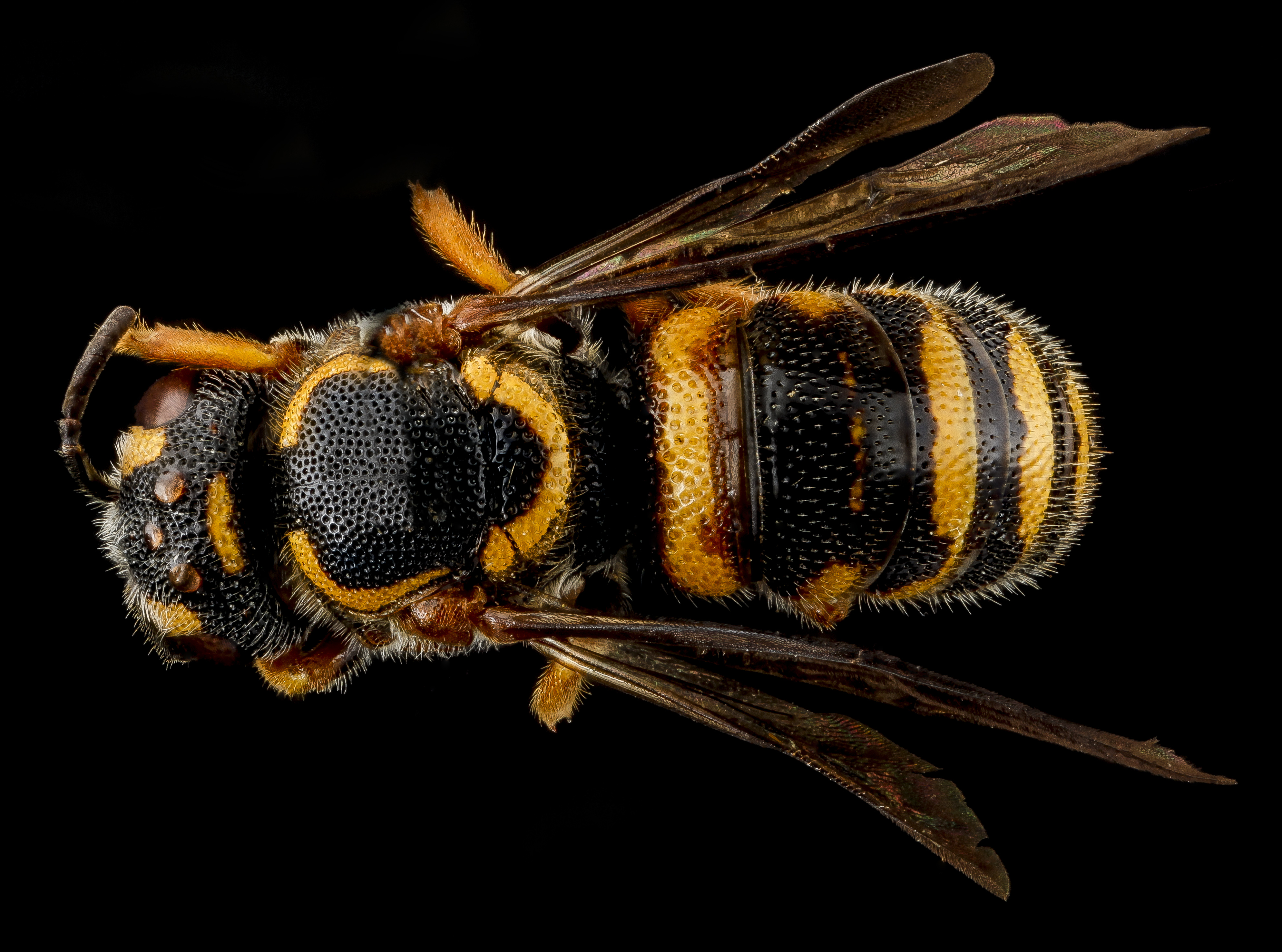